# Nado sincronizado no Campeonato Mundial de Esportes Aquáticos de 2009 - Rotina técnica solo
A rotina técnica solo do nado sincronizado no Campeonato Mundial de Esportes Aquáticos de 2009 foi realizada nos dias 19 e 20 de julho no Stadio Pietrangeli em Roma.

## Calendário
| Fase         | Data     |
| ------------ | -------- |
| Eliminatória | 19/julho |
| Final        | 20/julho |

## Medalhistas
| Ouro                    | Prata               | Bronze                           |
| Natalia Ishchenko (RUS) | Gemma Mengual (ESP) | Marie-Pier Boudreau Gagnon (CAN) |

## Resultados

### Eliminatória
Esses foram os resultados da primeira fase:
| Posição | País                           | Notas  | Notas  | Notas | Total  |
| Posição | País                           | EX     | OI     | Pen   | Total  |
| ------- | ------------------------------ | ------ | ------ | ----- | ------ |
| 1       | RUS Natalia Ishchenko          | 49,167 | 49,500 |       | 98,667 |
| 2       | ESP Gemma Mengual              | 48,667 | 49,167 |       | 97,834 |
| 3       | CAN Marie-Pier Boudreau Gagnon | 47,667 | 47,833 |       | 95,500 |
| 4       | ITA Beatrice Adelizzi          | 46,333 | 47,167 |       | 93,500 |
| 5       | UKR Daria Iushko               | 46,667 | 46,167 |       | 92,834 |
| 6       | JPN Yumi Adachi                | 46,000 | 46,333 |       | 92,333 |
| 7       | GRE Despoina Solomou           | 45,167 | 45,333 |       | 90,500 |
| 8       | GBR Jenna Randall              | 44,333 | 45,167 |       | 89,500 |
| 9       | CZE Sona Bernardova            | 43,833 | 44,833 |       | 88,666 |
| 10      | KAZ Anna Kulkina               | 43,000 | 44,000 |       | 87,000 |
| 11      | BRA Giovana Stephan            | 42,833 | 43,667 |       | 86,500 |
| 12      | SUI Stephanie Jost             | 42,500 | 43,833 |       | 86,333 |
| 13      | AUT Nadine Brandl              | 42,500 | 43,333 |       | 85,833 |
| 14      | KOR Park Hyunsun               | 42,833 | 42,000 |       | 84,833 |
| 15      | GER Melanie Zillich            | 39,333 | 40,500 |       | 79,833 |
| 16      | BUL Kalina Yordanova           | 39,333 | 40,000 |       | 79,333 |
| 17      | ARG Julieta Andrea Diaz        | 39,167 | 39,333 |       | 78,500 |
| 18      | CUB Grisel Tendero Llada       | 39,167 | 39,167 |       | 78,334 |
| 19      | UZB Anastasiya Ruzmetova       | 37,833 | 40,333 |       | 78,166 |
| 20      | VEN Greisy Gomez               | 38,833 | 39,000 |       | 77,833 |
| 21      | CRC Nadezhda Gómez             | 37,333 | 37,500 |       | 74,833 |
| 22      | ARU Devah Leenheer             | 36,167 | 37,667 |       | 73,834 |
| 23      | SIN Lee Renyi Gayle Esther     | 36,000 | 37,667 |       | 73,667 |
| 24      | INA Adela Amanda Nirmala       | 36,167 | 36,167 |       | 72,334 |
| 25      | NZL Kirstin Anderson           | 35,833 | 35,667 |       | 71,500 |
| 26      | MAC Au Ieong Sin Ieng          | 34,833 | 35,833 |       | 70,666 |
| 27      | AUS Yew Li Cheng               | 35,833 | 34,667 |       | 70,500 |
| 28      | ARM Margarita Ghazaryan        | 31,000 | 31,000 |       | 62,000 |

### Final
Esses foram os resultados da final:
| Posição           | País                           | Notas  | Notas  | Notas | Total  |
| Posição           | País                           | EX     | OI     | Pen   | Total  |
| ----------------- | ------------------------------ | ------ | ------ | ----- | ------ |
| Medalha de ouro   | RUS Natalia Ishchenko          | 49,167 | 49,500 |       | 98,667 |
| Medalha de prata  | ESP Gemma Mengual              | 48,833 | 49,000 |       | 97,833 |
| Medalha de bronze | CAN Marie-Pier Boudreau Gagnon | 48,000 | 48,000 |       | 96,000 |
| 4                 | ITA Beatrice Adelizzi          | 47,167 | 47,500 |       | 94,667 |
| 5                 | JPN Yumi Adachi                | 46,667 | 46,667 |       | 93,334 |
| 6                 | UKR Daria Iushko               | 46,667 | 46,500 |       | 93,167 |
| 7                 | GRE Despoina Solomou           | 44,833 | 45,500 |       | 90,333 |
| 8                 | GBR Jenna Randall              | 44,833 | 45,333 |       | 90,166 |
| 9                 | CZE Sona Bernardova            | 44,167 | 44,500 |       | 88,667 |
| 10                | KAZ Anna Kulkina               | 43,833 | 43,667 |       | 87,500 |
| 11                | SUI Stephanie Jost             | 43,500 | 43,667 |       | 87,167 |
| 12                | BRA Giovana Stephan            | 43,167 | 43,333 |       | 86,500 |